# كريس بورنس (سياسي)
كريس بورنس (بالإنجليزية: Chris Burns)‏ هو سياسي أسترالي، ولد في 12 أغسطس 1949 في أستراليا. حزبياً، نشط في حزب العمال الأسترالي. وقد انتخب عضو الجمعية التشريعية للإقليم الشمالي ‏.